# Andreas Blank (Romanist)
Andreas Blank (* 26. April 1961 in Lahr/Schwarzwald; † 20. Januar 2001 in Kirchhain) war ein deutscher Romanist und Sprachwissenschaftler.

## Leben und Werk
Andreas Blank studierte in Freiburg, legte 1986 sein Examen ab und gehörte dann dem Sonderforschungsbereich „Übergänge und Spannungsfelder zwischen Mündlichkeit und Schriftlichkeit“ an. Er promovierte 1990 bei Hans-Martin Gauger über Literarisierung von Mündlichkeit. Louis-Ferdinand Céline und Raymond Queneau (Tübingen 1991). 1991 wurde er Assistent von Peter Koch an der Freien Universität Berlin. Dort habilitierte er sich 1996 mit der Arbeit Prinzipien des lexikalischen Bedeutungswandels am Beispiel der romanischen Sprachen (Tübingen 1997).
Nach Zusage eines Heisenberg-Stipendiums (zu dessen Wahrnehmung es nicht kam) wurde er 1997 auf einen Lehrstuhl für Romanische Philologie an die Universität Marburg berufen.
Er starb mit 39 Jahren an einem Krebsleiden.

## Weitere Werke
- mit Peter Koch: Historical semantics and cognition, Berlin 1999
- Einführung in die lexikalische Semantik für Romanisten, Tübingen, Max Niemeyer Verlag 2001, ISBN 3-484-54045-1, 155 S.
- mit Peter Koch: Kognitive romanische Onomasiologie und Semasiologie, Tübingen 2003